# Liste der Dekane des Kollegiatstifts St. Peter und Alexander in Aschaffenburg

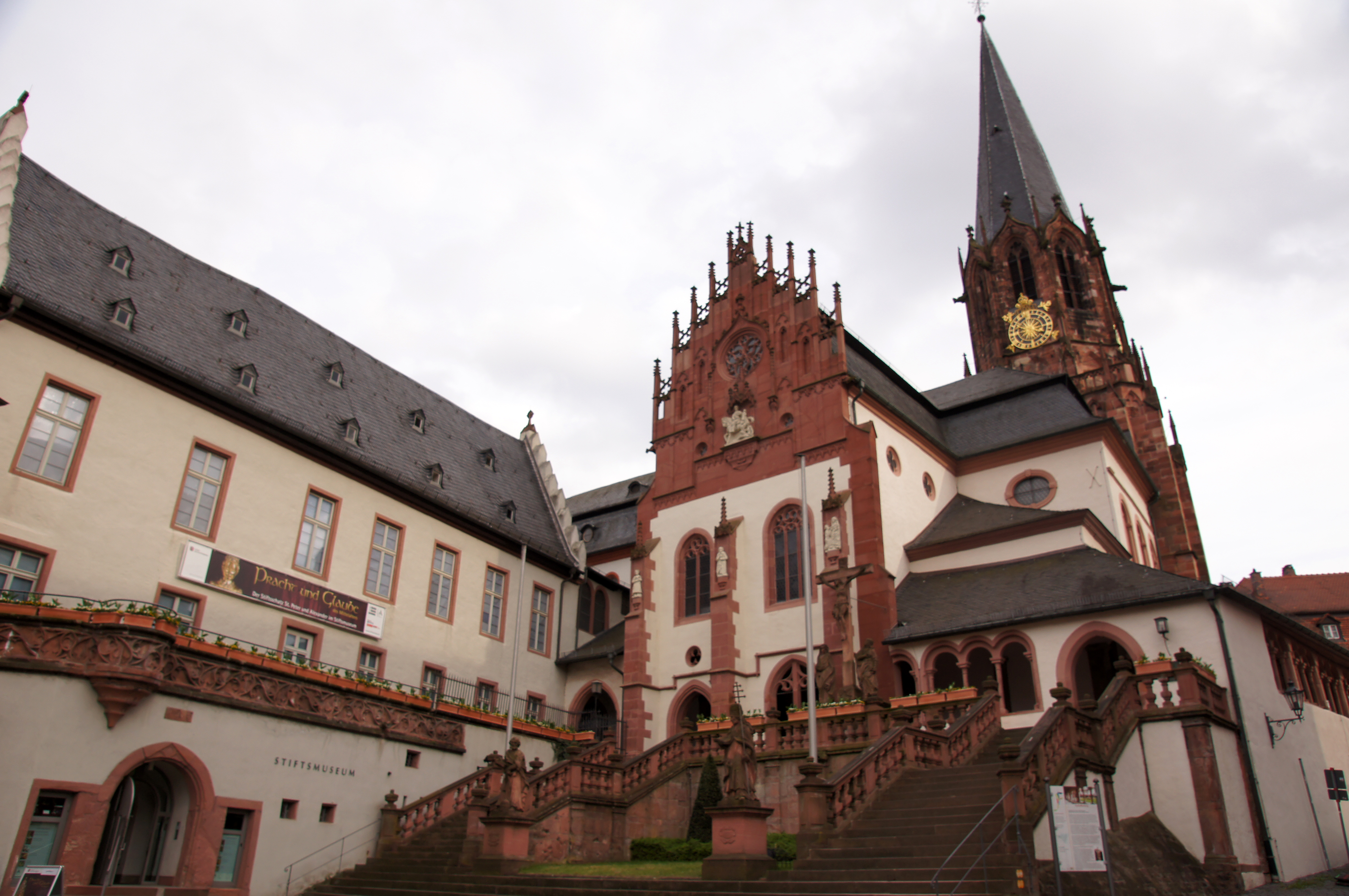
Stiftskirche und Kapitelhaus

In der Liste der Dekane des Kollegiatstifts St. Peter und Alexander in Aschaffenburg werden die bekannten Stiftsdekane (Dechanten) seit der Gründung im 10. Jahrhundert bis zu deren Auflösung 1803 aufgeführt, die Geschichte umrissen und das Wirken der verschiedenen Geistlichen kurz erläutert.
Der Dechant (lat.: decanus) war das geistliche Haupt, dem die Leitung des ganzen corpus ecclesiae colegiatae, der Kanoniker und Vikare zukam. Der geweihte Priester hatte an hohen Festtagen den Gottesdienst zu leiten und die Eucharistie zu feiern. Zu den besonderen Festtagen gehörte im liturgischen Kalender festa dacanalia festgelegt: Weihnachten, Heilige Drei Könige, Mariä Lichtmess, Palmsonntag, Ostern, Christi Himmelfahrt, Pfingsten, Stiftskirchweihe (Zweiter Sonntag nach Pfingsten), St. Peter und Paul (29. Juni), Mariä Himmelfahrt (15. August), Allerheiligen (1. November), der Jahrtag des Herzogs Otto (Vortag vor Allerheiligen, 31. Oktober); des Weiteren 36 Feste (Stiftungen etc.), die mit dem Kapitel gefeiert werden mussten.
Der Dechant führte den Vorsitz bei den Kapitelsitzungen, installierte die Prälaten, Capitularen, Domizellaren und Vikare in ihre Ämter und später, nach Auflösung der Propstei, auch die Vasallen des Stifts auf deren Lehensgütern.
Er vergab auch die Vikarien, deren Altäre St. Michael, St. Nicolai, St. Katharina, St. Ursula und die 11.000 Jungfrauen im Stift standen, sowie St. Nicolai im Schloss Johannisburg und St. Elisabeth in der Spitalskapelle.
Mit der Resignation der Propstei zugunsten des Erzbischofs Wolfgang von Dalberg, der sie für immer für den erzbischöflichen Stuhl inkorporierte, kam dem Dechanten besondere Bedeutung zu und er wurde direkt dem Erzbischof unterstellt.
Mit der Auflösung von Kurmainz 1801 wurde auch das Stift durch den letzten Erzbischof und späteren Großherzog von Frankfurt, Karl Theodor von Dalberg, 1802 mit der Säkularisation in Bayern aufgelöst.

## Das kanonische Leben
Für die Verleihung des Canonikats galten kirchenrechtliche Bestimmungen, die im Laufe der Zeit von Päpsten und Konzilien erlassen wurden. Letzte wesentliche Änderungen traf das Wiener Konkordat von 1448.
Die Verleihung selbst geschah vom Papst und vom Erzbischof durch Provision, eine Urkunde, die der Ernannte dem Kapitel vorlegen musste, um die kanonische Institution zu erhalten.
Eine zweite Form erfolgte durch Wahl des Kapitels, eine dritte Form durch Resignation zu Gunsten eines Anderen. Ein Kanoniker verzichtet auf sein Canonikat zu Gunsten eines Begabten, meist jüngeren Verwandten. Eine vierte Form waren die preces primariae, die vom Papst, Erzbischof oder Kaiser für einzelne, besondere Kleriker ausgestellt wurden.
Die zweite Stufe in der Hierarchie war die Aufnahme zu den Kapitularen unter folgenden Bedingungen:
- von ehelicher Geburt sein,
- das 25. Lebensjahr erreicht haben,
- mindestens zwei Jahre auf einer Universität Theologie oder Kirchenrecht studiert haben,
- die höheren Weihen (mind. Subdiakon) erhalten haben,
- einen Präbendenhof (Canonikatswohnung) besitzen,
- Choral singen können und deshalb ein halbes Jahr Gesangsunterricht erhalten haben,
- in der Stiftskirche beim Chorgottesdienst die niedrigen Kirchendienste ausgeübt haben.

Der Scholast war der Schulmeister; seine Aufgabe war es, die jungen Kanoniker in den Wissenschaften zu unterrichten, damit sie in das Kapitel aufgenommen werden konnten. Zu seinen Aufgaben gehörten auch die Aufsicht über die Stiftsbibliothek und das Stiftsarchiv. Er war auch stellvertretender Dekan.
Der Kantor war verantwortlich für die musikalische Gestaltung (Choralgesang) der Gottesdienste. Er hatte den Choralgesang zu unterrichten, zu dirigieren und den Sologesang zu übernehmen. Die Stelle des Organisten wurde auch von ihm oder durch ihn besetzt.
Der Kustos (Custos, Küster) war der Wächter über die Kirche und des Kircheninventars. In seiner Verantwortung lag die Beschaffung und Erhaltung der Paramente, der liturgischen Geräte, Wachs, Öl und Altarwäsche bis hin zum baulichen Zustand der Kirchengebäude. Er war Verwalter der Baufonds und der gestifteten Jahresgedächtnisse. Ihm zur Seite standen Ober- und Unterglöckner, Ober- und Unterbaumeister.

## Liste der Dekane des Kollegiatstifts St. Peter und Alexander
| Name                                                       | von  | bis  | Bild | Bemerkungen |
| ---------------------------------------------------------- | ---- | ---- | ---- | --- |
| Reimarus                                                   |      |      |      | Sein Gedächtnis wurde am 20. März gefeiert. |
| Ruzelinus                                                  |      |      |      | Sein Gedächtnis wurde am 1. Juli gefeiert. |
| Burkardus                                                  |      |      |      | Sein Gedächtnis wurde am 29. April gefeiert. Er vermachte dem Stift ein Haus und sechs Morgen Weinberg. |
| Conradus                                                   |      |      |      | Schenkte sechs Talente zum Licht der Stiftskirche und ein Malter Weizen jährlich von dem steinernen Hause, das später Judenschule wurde.Gudenus II S. 355 |
| Boppo                                                      |      |      |      | 1182, 1189 als Zeuge,Gudenus I S. 276 u. 294 1187 als Testamentar des Grafen Gerhard von RieneckGudenus II S. 22 |
| Hartmann                                                   |      | 1193 |      | Von Erzbischof Konrad I. von Wittelsbach 1193 erwähnt, starb am 11. September des gleichen Jahres.Gudenus II S. 319 |
| Godeboldus                                                 |      | 1225 |      | 1221 und 1225 urkundlich erwähnt,Thiel Nr. 43a S. 165 starb am 28. Januar 1225.Gudenus II S. 37, S. 312 |
| Heinrich von Ossenheim                                     |      | 1229 |      | Im Nekrologium wird der Todestag von Decan Heinrich gen. von Ozzenheim (Kleinostheim) auf den 1. Februar 1229 bestimmt. |
| Rudolphus                                                  |      | 1267 |      | Auch Ortolfus wird zwischen 1245 und 1267 mehrmals urkundlich erwähnt, † 2. März 1267.Gudenus I. 654, 682, II 167, 537. |
| Volradus                                                   |      | 1273 |      | 1257 Kanoniker, 1267 Dekan, er wird in Urkunden im Kloster Schmerlenbach und im Bachgau erwähnt, † 7. Dezember 1273.Gudenus II 182, 337 |
| Hermann Schick                                             |      | 1287 |      | Magister Herrmann Schick von Frankfurt ließ die Michelskapelle im Stiftskreuzgang erbauen und stiftete die Vikarie, † 17. April 1287.Gudenus I 807, 812 |
| Conrad Vyol                                                |      | 1309 |      | 1288 verpflichtete sich Decan Conrad vom Aschaffenburger Stiftskapitel, jährlich 200 Pfund Wachs an die Domkirche Mainz zu liefern als Gegengeschenk für die Pfarreien St. Agatha Aschaffenburg, Obernburg und Sailauf. 1307 stiftete er die Feier des Fronleichnamsfestes, † 18. Juni 1309.Gudenus II 375 |
| Heilmann Schwab I.                                         | 1310 | 1321 |      | 1291 Kanoniker, 1308 Kantor, 1310 Dekan des Stifts St. Peter und Alexander, Streit mit Erzbischof Peter von Aspelt um den Verkauf der Pfarrei Brendlorenzen an das Kloster Bildhausen, † 6. März 1321.Amrhein S. 83 f. |
| Arnold Binthamer                                           | 1321 | 1330 |      | 1317 Kanoniker, 1321 urkundlich erwähnt, 1325 kaufte er für das Stift Rodenbach, Nantenbach, Wonenbach und Neuendorf von den Grafen von Rieneck; † 15. April 1330, für seinen Jahrtag musste Richwin Schelriß von Wasserlos aufkommen.Gudenus II 342 |
| Heilmann Fritz                                             | 1330 | 1334 |      | 1324 Custos, 1330 Dekan, † 7. Oktober 1334.Amrhein S. 58 |
| Heilmann Schwab II                                         | 1335 | 1337 |      | 1321 Kanonikus, 1330 Kantor, 1334 Dekan des Stifts St. Peter und Alexander, 1337 resigniert. Dekan des Liebfrauenstifts in Frankfurt, † 1351.Amrhein S. 85 ff. |
| Conrad                                                     | 1339 |      |      | 1339 und 1340 urkundlich erwähnt, ohne Geschlechtername.Gudenus II 346 |
| Marsilius                                                  | 1341 | 1362 |      | 1341 erwähnt, in seiner Amtszeit wurde das Stiftskapitel exkommuniziert, weil es einen Kleriker mit päpstlicher Provision nicht aufnahm, 1361 absolviert, † 27. August 1362.Amrhein S. 87 f. |
| Franz von Amöneburg                                        | 1362 | 1383 |      | Beurkundete 1365 dem Kanoniker Johannes von Einbeck die Schenkung seiner Kurie an das Stift. Er selbst legierte dem Stift seine Kurie „Zum Stiefel“, † 18. Dezember 1383.Amrhein S. 88 |
| Hermann Rost                                               | 1385 | 1389 |      | Dekan im Kollegiatstift St. Stephan (Mainz), St. Maria ad Gradus (Mainz) und St. Peter (Mainz), Kanonikus in Speyer,Gudenus III 538 wurde 1385 Dekan am Stift St. Peter und Alexander in Aschaffenburg, † 27. August 1362.Amrhein S. 89 |
| Konrad von Hanau                                           | 1389 | 1396 |      | 1389, 1392 und 1394 urkundlich erwähnt,Gudenus II 352 resignierte 1396 auf die Dechantei, blieb aber Kanoniker, † nach 1419.Amrhein S. 89 |
| Johannes Pfeffersack                                       | 1396 | 1405 |      | Protestierte bei den Räten und Schöffen der Stadt Aschaffenburg wegen vielfacher Eingriffe in die Freiheiten des Stifts St. Peter und Alexander.Amrhein S. 90 |
| Conrad Nicolaus Rychard                                    | 1405 | 1409 |      | Auch „Richard“ genannt; 1398 Scholast, 1405 Dekan, 1406 und 1407 urkundlich erwähnt, erwarb 1408 ein Gut von den Herren von Wasen, soll 1409 resigniert haben, † 3. Juni 1425.Amrhein S. 90, 194, 298 |
| Johannes Bonnin                                            | 1409 | 1418 |      | 1406 Kanonikus, 1409 Dekan, 1418 Propst am Stift St. Peter und Alexander in Aschaffenburg, † 22. August 1426.Amrhein S. 72, 90, 223 |
| Hermann Wolf von Idstein                                   | 1418 | 1424 |      | Der Kanoniker in St. Stephan zu Mainz erhielt am 20. November 1406 das Kanonikat in St. Peter und Alexander in Aschaffenburg, wurde 1409 Scholast, 1418 Dekan, † 8. Dezember 1424 und in St. Stephan beigesetzt.Amrhein S. 91, 105, 290 |
| Johannes Schönbrod                                         | 1425 | 1448 |      | Am 4. November 1420 Kanoniker, am 13. Januar 1425 zum Dekan gewählt, † 26. September 1448.Amrhein S. 91, 223 |
| Bernhard Wineck                                            | 1448 | 1460 |      | Am 23. April 1439 Kanonikus, am 24. Dezember 1448 Dekan, resignierte 1460 auf die Dechantei, † 9. Dezember 1464.Amrhein S. 91, 195 |
| Johannes Reiff                                             | 1460 | 1475 |      | Am 8. Juni 1452 Kanoniker, am 8. Mai 1460 Dekan, erwarb er sich hohes Ansehen bei Erzbischof Adolf von Nassau-Wiesbaden-Idstein (1423–1475) und war oft an dessen Hof, er ließ 1473 das Brustreliquiar des Stiftspatrons St. Peter von dem Frankfurter Goldschmied Hans Dirmstein anfertigen, † 20. Dezember 1475 in Frankfurt.Amrhein S. 91, 277 |
| Stephan Anhalt                                             | 1475 | 1478 |      | Am 30. April 1459 Kanoniker, von der Residenzpflicht befreit 7. Januar 1464, erhielt am 17. März 1475 die Dechantei, resignierte 1478, weiterhin Kanoniker, † 28. August 1502.Amrhein S. 92, 226 |
|                                                            | 1478 | 1484 |      | vakant |
| Johannes de Petra                                          | 1484 | 1492 |      | Kein Kanoniker des Stifts St. Peter und Alexander, erhielt am 31. August 1484 die Dechantei, † 20. Januar 1492(?).Amrhein S. 92 |
| Ulrich Kemmerlin                                           | 1493 | 1519 |      | Kam aus Hall im Salzburgischen (heute Tirol), am 23. Juni 1482 Kanoniker, am 26. Juni 1493 Dekan, † 29. Juni 1519.Amrhein S. 92, 213 |
| Martin Goel                                                | 1519 | 1532 |      | Aus Bischofsheim, Kanoniker, Kapitular, am 23. Dezember 1519 Dekan, † 28. Juni 1532.Amrhein S. 92, 213 |
| Conrad Rucker                                              | 1532 | 1540 |      | Aus Seligenstadt, wurde am 26. Februar 1500 Kanoniker, am 7. Mai 1500 Kapitular, am 12. August 1518 Stiftsscholast, Sekretär bei drei Erzbischöfen, 1526 Commissär des Propstes Livin von Beltheim, am 1. August 1532 zum Dekan gewählt, installiert am 7. August 1532, † 11. März 1540.Amrhein S. 92, 108, 224, 277 |
| Johannes Hyber                                             | 1540 | 1546 |      | Lic. theol. aus Babenhausen (Schwaben), wurde am 24. September 1529 Kanoniker, am 13. Oktober 1529 Kapitular, 8. Juni 1532 Custos, erhielt die Dechantei durch Provision des Kardinalerzbischofs Albrecht und wurde am 10. April 1540 installiert, † 27. August 1546.Amrhein S. 93, 125, 240 |
| Peter Wank                                                 | 1546 | 1571 |      | Aus Kleinostheim, wurde am 27. September 1531 Kanoniker, am 29. September Kapitular, 13. April 1540 Custos, 24. Dezember 1546 Dekan, er übernahm 1541 die Pfarrei Kleinwallstadt mit ihren Filialen Elsenfeld, Rück, Roßbach, Hausen und Volkersbrunn, † 6. Mai 1571.Amrhein S. 93, 125, 196 |
| Johannes Genser                                            | 1572 | 1577 |      | Aus Köln; auf Provision des Erzbischofs Daniel Brendel von Homburg Kanoniker und Kapitular am Stift St. Peter und Alexander in Aschaffenburg, am 1. April 1572 Dekan, † 6. Mai 1571.Amrhein S. 93, 200 |
| Nikolaus Stegmann                                          | 1577 | 1588 |      | Aus Aschaffenburg, Vikar an St. Katharina im Stift, wurde am 31. Oktober 1558 Kanoniker, 5. November 1558 Kapitular, 1571 Pfarrer von Kleinwallstadt, 30. April 1576 Kantor, am 10. Mai 1577 Dechant, † 20. Januar 1588.Amrhein S. 93, 118, 227 |
| Jodocus Cammerer                                           | 1588 | 1595 |      | * 1553 in Seligenstadt, war er Kanoniker in Aschaffenburg und besaß die Vikarie S. Clementis im Dom zu Mainz, er war der letzte Propst des Kollegiatstifts St. Peter und Alexander in Aschaffenburg (1582–1588). Erzbischof Wolfgang von Dalberg ernannte ihn am 9. März 1588 zum Dekan und zu seinem Commissarius in spiritualibus für das Mainzer Obererzstift, den früheren Propsteibezirk, † 31. Dezember 1595.Amrhein S. 77, 93, 243 |
| Petrus Schwartz                                            | 1596 | 1602 |      | Aus Aschaffenburg, wurde am 30. April 1577 Kanoniker, am 6. Juni 1584 Kapitular, 1588 Pfarrer von Kleinwallstadt, am 28. April 1589 Scholast, am 10. Februar 1596 Dekan, † 18. Dezember 1602.Amrhein S. 93, 109, 200 |
| Christopherus Weber                                        | 1602 | 1617 |      | Aus Seligenstadt, wurde am 29. Juni 1578 Kanoniker, studierte in Mainz mit Auszeichnung. 1582 wurde er als der Erste unter den Ersten Magistern der Philosophie, 1590 Dr. teol., am 3. April 1582 zum Priester geweiht, am 28. Februar 1587 Kapitular, am 20. Februar 1596 Scholast, am 6. Februar 1602 Dekan. Erzbischof Johann Schweikhard von Cronberg bestimmte ihn zu seinem Weihbischof in Erfurt für Hessen, Thüringen, das Eichsfeld und Sachsen erwirkte die Präkonisation von Papst Paul V., der ihn zum Titularbischof von Ascalon ernannte. Die Bischofsweihe erfolgte durch Erzbischof Johann Schweikhard am 1. Mai 1616. Als Propst der Erfurter Domkirche resignierte er am 10. Mai 1617 auf die Dekanei. Er floh vor den Schweden nach Mainz und nach Köln, † 18. April 1633, sein Grab ist nicht bekannt.Amrhein S. 94, 109, 266        |
| Andreas Drucka                                             | 1617 | 1622 |      | Aus Aschaffenburg, Magister Stiftsvikar, Kanoniker, am 12. Juni 1596 Kanoniker, am 12. April 1617 Dekan, † 3. Juni 1622.Amrhein S. 95, 214 |
| Johann Wolfgang Wetzel                                     | 1622 | 1635 |      | Aus Köln, am 18. März 1610 Kanoniker, 19. November 1610 Kapitular, 14. Juli 1622 Dekan, † 27. Dezember 1635.Amrhein S. 95, 263 |
| Wolfgang Sigmund von Vorburg                               | 1636 | 1645 |      | Geistlicher Rat und erzbischöflicher Commissar und Apostolischer Protonotar, am 14. April 1620 Kapitular, 16. Juni 1620 Kapitular, 8. August 1624 Custos, 1633 Pfarrer von Kleinwallstadt, 19. Februar 1636 Dekan, † 1. September 1645.Amrhein S. 95, 126, 271 |
| Nikolaus Thomas Schott                                     | 1645 | 1659 |      | Aus Heiligenstadt, durch kaiserliche Bitten am 18. September 1645 Kanoniker und Kapitular, 28. September 1645 Dekan, 29. September 1645 Commissar, er war auch Propst im Stift St. Martin Heiligenstadt und in Erfurt, † 24. Dezember 1659.Amrhein S. 99, 272 |
| Adam Bensheimer                                            | 1660 | 1675 |      | Aus Seligenstadt, auf Bitte von Kaiser Matthias am 8. Mai 1616 Kanoniker, am 18. März 1624 Kapitular, 27. Oktober 1636 Custos, 2. August 1647 Scholast, 3. Februar 1660 Dekan, † 21. März 1675.Amrhein S. 95, 109, 126, 287 |
| Heinrich Wolpert                                           | 1675 | 1680 |      | Aus Lohr am Main, am 17. August 1610 Kanoniker, 7. November 1610 Kapitular, am 30. Dezember 1635 zum Priester geweiht (Primiz), 9. September 1647 Custos, 30. April 1675 Dekan, † 30. Dezember 1680.Amrhein S. 95, 126, 296 |
| Johann Jakob Senft                                         | 1681 | 1692 |      | * 9. Februar 1645 in Frankfurt am Main als Sohn des Kurfürstlich Mainzischen Stallmeisters Johann Jakob Senft und der Anna Maria,Gudenus II S. 370 studierte 1665 Theologie in Mainz und ab 1666 in Rom. Dort wurde er am 10. Februar 1669 zum Priester geweiht. Bereits am 9. Juni 1665 wurde er Kanoniker, am 24. Dezember 1678 Kapitular und am 6. Februar 1681 Dekan am Stift St. Peter und Alexander in Aschaffenburg. Als Domizellar war er von 1669 bis 1670 Stiftsfrühmesser; von 1670 bis 1678 war er Pfarrer und Landdechant in Bensheim. Am 14. November 1695 wurde er zum Weihbischof in Mainz mit Sitz Erfurt und Titularbischof von Vera ernannt, resignierte 1718 und kam nach Aschaffenburg zurück, † 17. August 1721 in Aschaffenburg.Amrhein S. 95, 267                                                                                |
| Jakob Christoph Stendorff                                  | 1692 | 1725 |      | Aus Fulda, Dr. theol., am 17. Juni 1665 Kanoniker, am 16. August 1676 Kapitular, am 5. November 1681 Kustos, am 19. Februar 1682 Scholast, am 29. Oktober 1692 Dekan; Stendorff war bis 1676 auch Pfarrer von Großostheim, † 13. Dezember 1725.Amrhein S. 95, 110, 126, 279 |
| Adolph Franz von Reichmann                                 | 1725 | 1735 |      | * 17. Dezember 1666 als Sohn des Amtskellers von Heppenheim, wurde durch erzbischöfliches Bitten am 6. Februar 1681 Kanoniker, am 24. Juli 1705 Kapitular, am 30. Juni 1716 Kustos und am 17. Dezember 1725 Dekan am Stift St. Peter und Alexander in Aschaffenburg, † 17. Juni 1735. Er wurde außerdem 1715 Domizellar und 1726 Kapitular im Ritterstift Wimpfen, Assessor im Kommissariat und 1726 erzbischöflicher geistlicher Rat. Amrhein S. 95, 296 Reichmann ließ 1719 die Stiftskirche renovieren, denn das Dach war einsturzgefährdet. Errichtet wurde ein Dach im französischen Mansardenstil, die Holzdecke in der Kirche wurde durch ein Tonnengewölbe ersetzt. Die große Freitreppe wurde 1723 vollendet. Die beiden Statuen der Kirchenpatrone tragen auf der Rückseite eine Inschrift, dass Reichmann sie anfertigen ließ. Amrhein S. 126 |
| Valentin Anton von Schneidt                                | 1735 | 1745 |      | * 23. Oktober 1693 als Sohn des Aschaffenburger Stadtschultheißen (1690–1712) Johann Nicolaus Schneidt, auf Bitten Kaiser Josephs I. mit Dekret vom 21. Februar 1707 am 21. März 1710 Kanoniker am Stift St. Peter und Alexander in Aschaffenburg, am 16. Dezember 1722 Kapitular, am 19. August 1729 Scholast und am 22. Juni 1735 Stiftsdekan, † 24. Dezember 1745. Amrhein S. 96, 110, 119, 257 |
| Johann Ludwig Schäffgen                                    | 1746 | 1758 |      | * 15. März 1695, über 10 Jahre Pfarrer in Gossersweiler, Schwanheim (Pfalz), Leimersheim, dann 10 Jahre Stiftsprediger, durch Nomination seines Vetters Kapitular, am 17. November 1728 Kanoniker, am 15. Dezember 1728 Kapitular, 1741 von Erzbischof Philipp Karl von Eltz zum Assessor im Commissariat ernannt, am 4. Februar 1746 Dekan am Stift St. Peter und Alexander in Aschaffenburg, Ernennung zum geistlichen Rat, † 17. Juni 1758. Amrhein S. 233 |
| Leopold Ignaz Frank                                        | 1758 | 1764 |      | * 31. Juli 1703 in Aschaffenburg als Sohn des Bäckers Heinrich Frank, am 2. August 1721 durch Nomination des Kantors Jakob Ignaz Franz, Freiherr von Reigersberg Kanoniker, am 17. Dezember 1727 Kapitular, 26. August 1757 Kantor, am 26. August 1758 Dekan am Stift St. Peter und Alexander, † 14. September 1764. Amrhein S. 96, 119, 268 |
| (Johann) Georg Wenceslaus (von) Hoffmann                   | 1764 | 1769 |      | * 29. April 1715 in Mainz, am 16. Oktober 1727 Kanonikus (erzbischöfliche Provision). Im Jahre 1748 studierte er in Rom. 1751 ließ er sich das Präbendhaus „zur alten Münze“ erbauen, das er dem Stift schenkte. Am 7. Dezember 1764 wurde er Dekan, † 7. Juli 1769 in Aschaffenburg. Amrhein S. 218 |
| Franz Georg Karl Freiherr von Boos zu Waldeck und Montfort | 1769 | 1777 |      | * 23. Juni 1732, am 21. Februar 1752 durch erzbischöfliche Provision Kanoniker, am 28. Juli 1769 Kapitular, am 7. August 1769 zum Dekan ernannt, Antritt 27. September 1769; er war auch Kanoniker im Dom und Ritterstift zu Hildesheim, in St. Ferrutius, Bleidenstadt, in St. Alban Mainz, Trier und Fulda, Geheimer Rat und Träger des Großkreuzes des kurbayerischen St. Michaelsorden, 1777 wurde er Dekan in Bleidenstadt, er resignierte auf die Aschaffenburger Dechantei, erhielt aber Dispens von der Residenzpflicht, sodass er das Kanonikat behalten konnte; später kehrte er nach Aschaffenburg zurück und lebte auch nach 1802 als pensionierter Kapitular im Stiftshof „Zum Freudenberg“. Amrhein S. 18, 96, 289 |
| Edmund Paul Anton Dalken                                   | 1777 | 1783 |      | * 1725 Gauthar in Böhmen, durch erzbischöfliche Provision am 5. August 1739 Kanoniker, 26. Juli 1760 Kapitular, 13. Februar 1772 Kantor und am 28. März 1777 Dekan (installiert am 9. April 1777) im Stift St. Peter und Alexander in Aschaffenburg, † 3. Oktober 1783.Amrhein S. 96, 119, 241 |
| Joseph Jakob Freiherr von Thautphöus                       | 1783 | 1817 |      | * 8. April 1734 in Mergentheim wurde am 30. Juli 1747, aufgrund der Resignation seines Onkels Philipp Ludwig Jakob von Tautphöus († 31. Mai 1747) zum Kanoniker ernannt, die Bestätigung erfolgte am 17. Juli 1747 durch Erzbischof Johann Friedrich Karl von Ostein, am 17. Juli 1765 Kapitular, am 7. Dezember 1781 Kantor, am 24. Oktober 1783 Dekan. Er bewohnte das Stiftshaus „Zur Rose“, † 21. November 1817, seine Grabstätte befindet sich im Altstadtfriedhof Aschaffenburg.Amrhein S. 27, 42, 96, 120, 186 |